# Pierre Calemard de Lafayette
Pour les autres membres de la famille, voir famille Calemard de Lafayette.
Pour les articles homonymes, voir Lafayette.
Pierre Calemard de Lafayette, dit le bourru bienfaisant ou le médecin des pauvres, né au Puy-en-Velay le 20 avril 1783, mort dans cette même ville le 25 mai 1873, est un médecin et homme politique français du XIXe siècle.

## Biographie

### Une carrière médicale
P. C. L. fait ses études médicales à Paris. Lauréat de la Faculté, il passe sa thèse de doctorat le 19 août 1809, laquelle a pour titre : Essai sur la pléthore ou polyémie et « vient exercer au Puy, en qualité de chirurgien de l’hôpital, y habitant place de la Visitation (1812), se consacrant jusqu’à sa mort au soulagement des malheureux tout le temps que lui permettaient ses occupations politiques. Le docteur Calemard de Lafayette a laissé dans cette ville le souvenir d’un médecin dont la science n’avait d’égale que la bonté et le dévouement. »,
En 1821, il est dit Chirurgien en chef des hôpitaux et des prisons du Puy, et membre du jury médical du département de la Haute-Loire.

### Un propriétaire terrien
Descendant par sa grand-mère maternelle, née Gailhard de Sénilhac, des anciens seigneurs de la terre de Ceyssac (Haute-Loire), il devient propriétaire du château de Sénilhac, sis même commune, par son mariage en 1811 avec la fille de Jean-Michel Armand Peyronnel, l’acquéreur de biens nationaux se l’étant fait adjuger sous la Révolution.
Héritier d’une de ses arrière-grand-mères née Bernard de Jalavoux, il est aussi châtelain des Ternes, une maison forte sise sur la commune de Chaspuzac (Haute-Loire).

### Une carrière politique
« Adjoint au maire du Puy en 1819, conseiller de préfecture du 25 janvier 1826 à 1830, conseiller général et président du Conseil général de la Haute-Loire, il est élu député de la Haute-Loire, à la chambre des 221, le 1er mars 1836, en remplacement de Joseph Bertrand, démissionnaire, et réélu (1er collège) les 4 novembre 1837 (326 voix, sur 361 votants, 578 inscrits) et 2 mars 1839. Il siège dans l’opposition légitimiste, vote contre le ministère et prend part à la discussion du projet de loi sur les aliénés. Aux élections du 9 juillet 1842, il n’obtient que 241 voix et doit céder la place à M. Richond des Brus, conservateur, élu par 287 voix, et réélu en 1846 et 1847. Cette dernière élection a été motivée par la nomination du nouveau député de la Haute-Loire à une fonction de médecin-inspecteur : Calemard de Lafayette ne réunit alors, contre son concurrent, que 169 suffrages. Il se retire, et reste jusqu’à sa mort en dehors de la politique active. »

### Un élu à l’inlassable dévouement
P. C. L. est président de la Société d’Agriculture, Sciences, Art et Commerce du Puy de 1845 à 1847, laquelle publie sa nécrologie en 1873,, texte qui se retrouve dans le journal La Haute-Loire : « (…) M. Calemard de La Fayette était jeune ; l’avènement de la Restauration réalisait ses espérances politiques ; et il faisait partie de ce groupe d’hommes honnêtes et honorés qui ne séparaient pas leur dévouement à la légitimité, d’une adhésion sincère au système représentatif et à la Constitution. (…) Ils savent tous quelle était la sollicitude de M. Calemard de La Fayette pour les intérêts de la ville du Puy, la promptitude de son esprit à accueillir les améliorations projetées, le zèle avec lequel il les étudiait. Qui ne se rappelle sa perspicacité, sa lucidité, son aptitude remarquable aux choses les plus dissemblables ? (…) M. Calemard de La Fayette, aimait surtout les pauvres ; il eut, par-dessus toutes, la passion d’adoucir les maux de ceux qui souffrent ; et nous le trouvions toujours, au Conseil [municipal], prenant l’initiative des mesures charitables et généreuses. (…) »
Les ouvrages de sa bibliothèque comportent un ex-libris gravé : De la Bibliothèque de M. CALEMARD-LAFAYETTE, Docteur-Médecin, Au Puy.

## Famille
Issu d’une famille de robe vellave, maintenue noble par lettres-patentes du 12 avril 1828, il se marie en premières noces au Puy-en-Velay le 9 janvier 1811 à Marie-Françoise-Élisabeth Peyronnel (1791-1817), fille de Jean-Michel-Armand Peyronnel, négociant et propriétaire, châtelain de Sénilhac, et de Marie-Françoise Peghoux de Merdogne, puis en secondes noces à Paris (paroisse Saint-Laurent) le 9 mars 1847 à Ursule Héloïse Rivet (1815-1865), d’où, du premier lit seulement :
1. Marie-Élisabeth Calemard de Lafayette (1812-1813).
2. Théodore Michel Armand Calemard de Lafayette (1814-1847), officier de spahis, sans alliance.
3. Gabriel Charles Calemard de Lafayette (1815-1901), le poète-député[8].

Pierre Calemard de Lafayette est enterré au cimetière du Nord du Puy-en-Velay.

## Publications
- Aux Contribuables. (Circulaire de Pierre Calemard de Lafayette, sur l’irrégularité du mode de recensement, 2 septembre 1841). Puy, imprimerie de J.-B. Gaudelet (s. d.). In-8°, 20 p.

## Portraits
- GIRAUD (E.), Portrait à l’huile sur toile, conservé au Musée Crozatier du Puy, n° 1956-11.
- GIRAUD (E.), Portrait dessiné, conservé au Musée Crozatier du Puy.
- SOUMY (Joseph), Portrait gravé d’après le dessin d’E. Giraud.